# L'Escarmouche
Pour l’article homonyme, voir Escarmouche.
L'Escarmouche est un hebdomadaire illustré créé par Georges Darien en 1893.

## Historique et description
Georges Darien est un pamphlétaire virulent. Il collabore à plusieurs revues anarchistes, parmi lesquelles L'Ennemi du peuple et L’En-dehors, où il côtoie Zo d'Axa. En 1893, il crée L’Escarmouche, une publication hebdomadaire paraissant le dimanche sur quatre pages en noir et blanc, imprimé par Hayard à Paris. Le numéro est vendu 20 centimes, les textes sont presque exclusivement rédigés par Georges Darien et plusieurs illustrations artistiques, humoristiques ou satiriques sont données au journal par différents artistes amis de Darien. L'orientation politique du journal est contestataire mais aussi désabusée, comme Darien l'explique dans l'éditorial du premier numéro. Le journal publie aussi plusieurs dessins originaux en lithographie par numéro, pour cela il s'entoure d'un groupe d'illustrateurs qu'il décrit comme « des gens de goûts bizarres et d'instincts indépendants. ». Le journal a du mal à se pérenniser et s'arrête le 16 mars 1894 après une quinzaine de numéros.
Une autre publication avec le même titre L'Escarmouche, journal hebdomadaire, littéraire, politique, satirique et théâtral avait été publiée à Bordeaux, puis à Paris en 1885 et 1886.

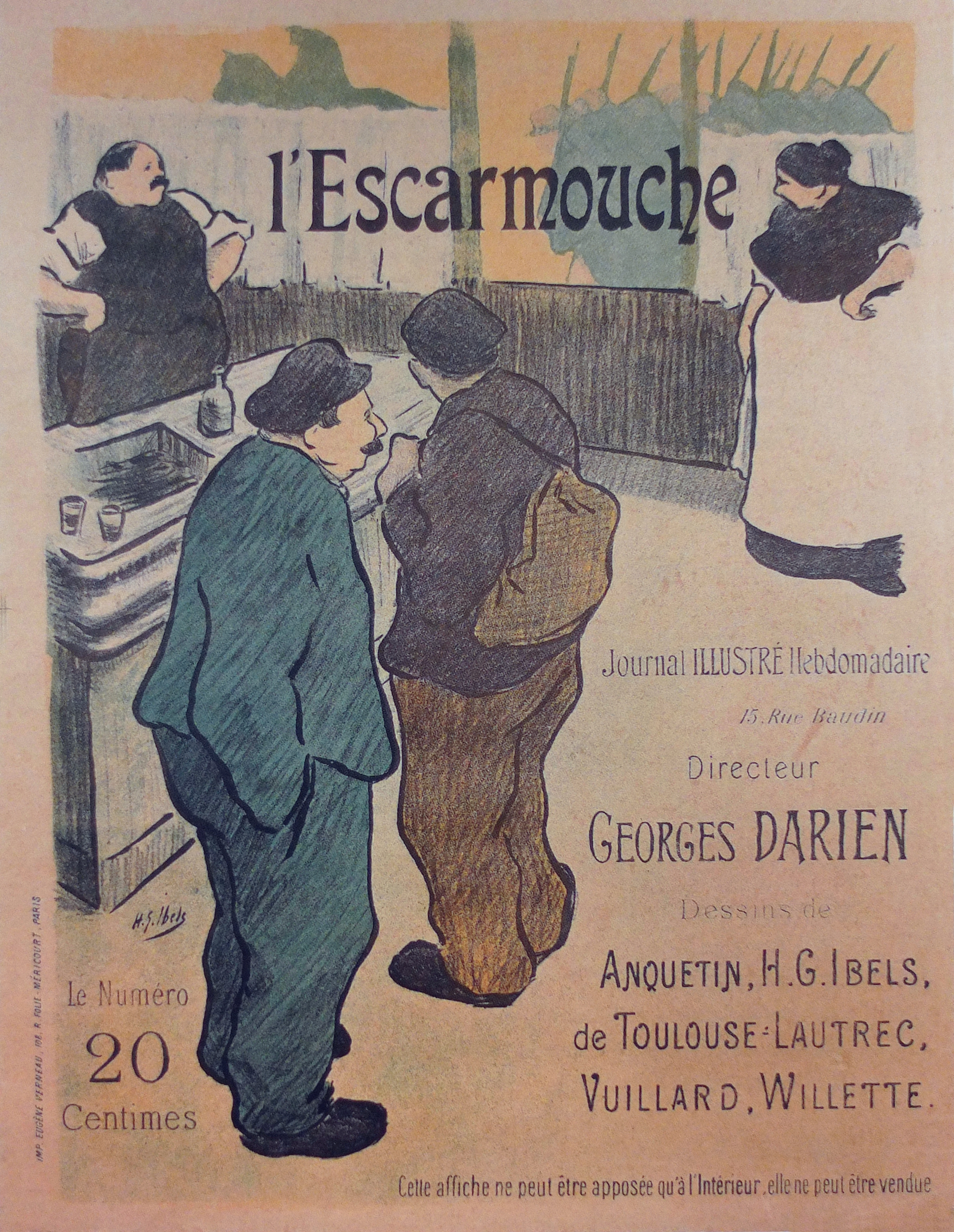
Affichette publicitaire pour le journal. Son dessin, dû à Henri-Gabriel Ibels, est repris pour le n° 1 du journal.

## Collaborateurs
La première page et les dessins intérieurs sont confiés à Louis Anquetin, Henri-Gabriel Ibels, Henri de Toulouse-Lautrec (le plus prolixe), Édouard Vuillard ou Adolphe Léon Willette comme l'annonce l'affichette publicitaire du journal. Auxquels s'ajoutent Hermann-Paul, Félix Vallotton ou Pierre Bonnard. Leurs œuvres sont aussi disponibles en tirages à part à 100 exemplaires en lithographie signée des artistes pour 2,50 francs au bureau du journal.